# Guinevere

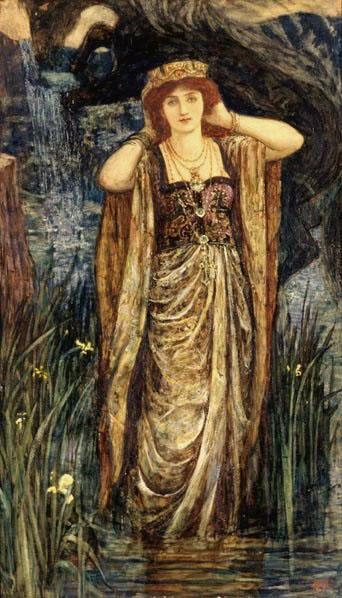
Guinevere của Henry Justice Ford (khoảng 1910)

Guinevere (Tiếng Wales: Gwenhwyfar; Tiếng Breton: Gwenivar), thường được viết là Guenevere hoặc Gwenevere, là một nhân vật trong truyền thuyết về Vua Arthur, với tư cách là vợ của vị vua huyền thoại này.
Cô xuất hiện lần đầu tiên dưới tên Guanhumara trong cuốn lịch sử giả tưởng do Geoffrey xứ Monmouth viết ra, cuốn Historia Regum Britanniae, được viết vào khoảng năm 1136 sau Công nguyên. Hình tượng của cô cũng được tìm thấy trong văn xuôi xứ Wales thời Trung cổ, trong câu chuyện Culhwch và Olwen vào cuối thế kỷ 12.
Trong xu hướng lãng mạn thời Trung đại, một trong những câu truyện nổi bật nhất về cô là tình yêu với vị hiệp sĩ đứng đầu quân túc vệ của chồng mình, Hiệp sĩ Lancelot. Câu chuyện này xuất hiện lần đầu tiên trong Lancelot, Knight of the Cart của Chrétien de Troyes và trở thành chủ đề trong văn học về Vua Arthur, bắt đầu bằng Lancelot-Grail vào đầu thế kỷ 13 và thực hiện theo chu trình "Post-Vulgate Cycle" và cuốn Le Morte d'Arthur của Thomas Malory.
Sự phản bội của Guinevere và Lancelot đối với Vua Arthur diễn ra trước trận thua cuối cùng của ông tại Trận Camlann với Mordred.

## Khởi nguyên
Dựa vào tên gọi trong tiếng Wales Gwenhwyfar, có phỏng đoán rằng tên bà có liên hệ với cái tên theo tiếng Ai-len là Findabair, có thể dịch ra là Bạch mỹ nhân (The White Enchantress) hoặc Bạch tiên nữ (The White Fay/Ghost).
Một số giả thiết cho rằng tên gọi này bắt nguồn từ Gwenhwy-fawr hoặc Gwenhwy Lớn (Gwenhwy the Great), đối ngược lại với Gwenhwy-fach hay dịch ra là Gwenhwy Nhỏ (Gwenhwy the less). Cái tên Gwenhwyfach, hoặc Gwenhwyach xuất hiện là tên gọi của em gái Gwenhwyfar trong văn học xứ Wales, nhưng hai học giả người Wales là Melville Richards và Rachel Bromwich đã bác bỏ ý kiến này.
Geoffrey xứ Monmouth gọi cô là Guanhumara theo chữ Latinh, dù thực ra có rất nhiều dị thể của từ này ngay chính trong các bản viết tay của ông ta khi ghi chép Historia Regum Britanniae. Cái tên được đổi thành Guennuuar trong cuốn Vita Gildae của Caradoc xứ Llancarfan, trong khi Gerald xứ Wales ghi thành Wenneuereia. Trong vở kịch Bewnans Ke (The Life of Saint Ke) theo Tiếng Cornwall thời Trung đại ở thế kỉ 15, cô được gọi là Gwynnever.
Một trong bộ Trioedd Ynys Prydein có ghi lại, có tới ba người mang tên Gwenhwyfar kết hôn với Vua Athur. Người thứ nhất là con gái của Cywryd xứ Gwent, người thứ hai là con gái của Gwythyr ap Greidawl và người còn lại là con gái của Gogrfan Gawr. Hai bộ kia thì đề cập đến sự tranh đua giữa Gwenhwyfar và người em gái Gwenhwyfach, sự việc được tin là nguyên nhân dẫn đến Trận Camlann huyền thoại. Trong bộ Historia Regum Britanniae, cô được miêu tả là một trong những người đẹp nhất lúc đó ở Britain, là hậu duệ của một gia đình quý tộc La Mã và được giáo dục bởi Cador, Công tước xứ Cornwall.
Trong hầu hết truyện, Guinevere không hề sinh người con nào, ngoại trừ Perlesvaus và Alliterative Morte Arthure. Trong Alliterative Morte Arthure, Guinevere muốn trở thành vợ của Mordred và sinh cho ông hai người con trai, dầu vậy chi tiết này chỉ được đề cập với hình thức ám chỉ chứ không được ghi trực tiếp trên văn bản của câu chuyện này. Trong các bộ Trioedd Ynys Prydein tuy có ghi nhận những người con trai của Arthur, nhưng không ghi rõ ai là mẹ của chúng.

## Lịch sử
Tình bi kịch giữa chàng kị sĩ Lancelot và vương hậu Guinevere được coi là một trong những câu chuyện tình yêu tay ba nổi tiếng nhất trong lịch sử châu Âu thời vua Arthur. Lancelot là một hiệp sĩ tài ba và thân tín nhất của vua Arthur. Trớ trêu thay, chàng lại đem lòng yêu mến người phụ nữ xinh đẹp Guinevere - hoàng hậu của vua Arthur.
Theo truyền thuyết, Guinevere không chỉ sở hữu nhan sắc tuyệt trần mà còn nổi danh vì thông minh, đức độ, được nhiều người yêu quý. Nàng là lệnh ái vua Leodegrance, xứ Cameliard. Trong nhiều tác phẩm văn học, Guinevere được miêu tả là người có sắc đẹp mặn mà với mái tóc dài màu vàng óng ả cùng đôi mắt xanh hút hồn. Rất nhiều kị sĩ bấy giờ đã phải đổ gục trước vẻ đẹp sắc nước hương trời của nàng.
Guinevere nên vương hậu Arthur sau một cuộc gặp không mấy dễ chịu. Xứ sở nàng - vương quốc Leonesse - quá nhỏ yếu, luôn bị kẻ thù đe dọa. Bấy giờ, vua Arthur từ Camelot quyết định cứu chuộc Leoness khỏi tai vạ. Vầ lần đầu gặp Guineveree, nhà vua bị vẻ đẹp nàng quyến rũ.
Bất chấp những lời tiên báo của Merlin về việc Guinevere sẽ không thể làm trọn bổn phận của một người vợ, vua Arthur nhanh chóng ngỏ lời cầu hôn với nàng và hứa sẽ giúp đỡ nàng cai trị vương quốc Leonesse.
Đứng trước một vị vua anh minh, nhân hậu, người đã cứu giúp không chỉ cha con mình mà còn cả quốc gia mình, Guinevere đã nhận lời làm vương hậu của Arthur. Mối tình của họ nhận được sự chúc phúc của người dân xứ Leonesse và cả vương quốc Camelot. Có lẽ họ sẽ sống hạnh phúc bên nhau nếu không có sự xuất hiện của Lancelot - một chàng trai tứ cố vô thân sống lang thang bằng nghề múa kiếm.
Nói về cuộc gặp gỡ giữa Guinevere và Lancelot, có thể nói đó là cuộc gặp gỡ định mệnh. Một hôm, khi đang lang thang trong một khu rừng, Lancelot gặp một đoàn người đi qua, đó chính là đoàn người trong đó có Guinevere đang trên đường đến kinh thành vua Arthur. Ngay lập tức, chàng bị thu hút bởi gương mặt một thiếu nữ vô cùng xinh đẹp - Guinevere. Và chàng đã có cơ hội tiếp cận người đẹp khi đoàn người bị những kẻ bị mặt tấn công, khi ấy Lancelot đóng vai người hùng lao vào giải thoát Guinevere khỏi tay những kẻ lạ mặt.
Vẻ đẹp của Guinevere đã ngay lập tức "hạ gục" trái tim của chàng trai lãng tử. Trong giây phút làm người hùng ấy, Lancelot không hề biết nàng chính là hôn thê tương lai của vua Arthur nên chàng mong mỏi nhận được một nụ hôn "trả ơn" từ người đẹp. Về phần Guinevere, trái tim nàng cũng rung rinh trước vẻ điển trai, lãng tử của Lancelot nhưng với thân phận hiện tại, nàng kiên quyết chối từ đề nghị của chàng.
Hai người chia tay nhau, Guinevere tiếp tục lên đường đến kinh thành vua Arthur. Số phận run rủi đã đưa chàng trai lãng tử Lancelot lang thang tới vương quốc Camelot. Và tại đây, chàng đã buồn bã khi biết tin người thiếu nữ xinh đẹp mình giải cứu trong rừng đang chuẩn bị trở thành vương hậu của xứ sở này.
Vì muốn tiếp cận người trong mộng, Lancelot đã tham gia vào một thi tài do kinh thành tổ chức và giành chiến thắng. Sau vụ việc này, vua Arthur đã mời chàng vào cung điện tham dự hội bàn tròn do vua đứng đầu, hội chịu trách nhiệm bàn về các việc đại sự của quốc gia.
Trong thời gian này, một lần nữa Guinevere đã được Lancelot cứu thoát khỏi sự bắt cóc của Malagant - kẻ thù chung của xứ Leonesse và cả vương quốc Camelot. Hai lần chứng kiến hành động nghĩa hiệp của chàng trai hào hoa, có thể nói trái tim Guinevere đã thực sự xao xuyến. Tuy nhiên, tình cảm đó được chôn giấu trong lòng bởi lễ cưới chính thức của vua Arthur và nàng đã diễn ra tưng bừng. Đúng ngày này, Malagant kéo quân xâm lược Leonesse khiến vua Arthur phải nhanh chóng lên đường bảo vệ quê hương của hoàng hậu.
Lancelot say mê hoàng hậu Guinevere nhưng tình yêu giữa họ tiến triển chậm chạp do Guinevere luôn tìm cách để Lancelot tránh xa nàng, không muốn vướng vào mối tình ngoài luồng đầy tội lỗi. Tuy nhiên, cuối cùng tình yêu và sự đam mê của Guinevere đã chiến thắng lý trí, nàng trở thành tình nhân của Lancelot. Có một lý do khác người ta hay nhắc đến đó là cuộc hôn nhân của vua Arthur và hoàng hậu Guinevere không có con. Chính điều đó đã khiến cuộc sống của hoàng hậu trở nên buồn tẻ và nàng nhanh chóng ngã vào vòng tay của kẻ si tình.
Chính Malagant đã biết được mối tình vụng trộm này nên hắn muốn lợi dụng để lật đổ vua Arthur. Một đêm, Malagant ra tay bắt cóc hoàng hậu và cử người đến chỗ Lancelot báo tin. Nhận được tin dữ, ngay lập tức Lancelot đã đi cứu người tình. Đêm hôm đó, Guinevere được giải thoát, Lancelot dù bị thương nhưng đã tìm cách leo lên phòng ngủ của nàng bằng một chiếc thang dây. Cháu trai của vua Arthur đã biết tin này do Malagant báo nên dẫn một đoàn người đến phòng hoàng hậu bắt quả tang đôi tình nhân.
Lancenlot trốn thoát, còn Guinevere bị vua kết tội ngoại tình và nhận mức án hỏa thiêu. Không đành lòng nhìn người yêu chết trong đau đớn, một lần nữa, Lancenlot lại ra tay giải cứu hoàng hậu và tình yêu đã giúp chàng chiến thẳng tất cả.
Những tưởng sau khi giải cứu được người tình, hai người sẽ cao bay xa chạy và sống bên nhau hạnh phúc nhưng mọi chuyện lại không như ý muốn. Chàng trai si tình từ bỏ tước hiệp sĩ trở thành một giáo mục, còn hoàng hậu lập lời thề độc thân, trở thành một nữ tu sĩ cho tới khi mất. Và khi Guinevere lìa trần, Lancelot đã chết theo vài tuần sau đó, khép lại tình yêu đẹp nhưng đầy bi kịch của người hoàng hậu và chàng kị sĩ.